# Thomas Hutchinson
Thomas Hutchinson (Boston, 9 de septiembre de 1711-Londres, 3 de junio de 1780) fue un comerciante, político, historiador y administrador colonial británico-americano que sirvió repetidamente como gobernador de la provincia de la bahía de Massachusetts en los años previos a la Guerra de Independencia de los Estados Unidos. Ha sido descrito como "la figura más importante del lado leal en el Massachusetts prerrevolucionario".

## Biografía
Nació el 9 de septiembre de 1711 en el North End de Boston, el cuarto de los doce hijos de Thomas y Sarah Foster Hutchinson. Descendía de los primeros colonos de Nueva Inglaterra, entre ellos Anne Hutchinson, y sus padres eran ambos de familias de comerciantes adinerados. Su padre estaba involucrado en el comercio mercantil familiar, pero también era activo en círculos políticos, militares y caritativos y sirvió en el consejo provincial. El joven Thomas ingresó en la Universidad de Harvard a los doce años y se graduó en 1727. Su padre lo introdujo al mundo de los negocios desde muy joven y demostró una notable perspicacia para ellos. En 1734, se casó con Margaret Sanford, nieta del gobernador de Rhode Island, Peleg Sanford. 

### Vicegobernador
Inició su carrera política en 1737 como concejal en Boston y miembro de la Corte General de Massachusetts, siendo el presidente del organismo de 1746 a 1749, cuando fue destituido. En la cámara fue el impulsor de la regulación monetaria que lo situó en el centro de la polémica política. Inmediatamente, fue nombrado al consejo del Gobernador y, tras el estallido de la Guerra franco-india en 1754, fue delegado en el Congreso de Albany. Seguidamente, sirvió como vicegobernador de Thomas Pownall y Francis Bernard, que lo nombró presidente del Tribunal Superior de Massachusetts. Hutchinson, sin formación jurídica, no había solicitado el puesto y el nombramiento causó indignación. En 1761, Hutchinson se ganó una ola de protestas y críticas al emitir órdenes de asistencia, documentos que autorizaban registros arbitrarios por parte de los funcionarios de aduanas. 
En 1763, se presentaron propuestas para enviar a Hutchinson a Inglaterra para presentar la oposición de la colonia a la ley del azúcar. Sin embargo, el gobernador Bernard se opuso a enviar al vicegobernador y se promulgó el proyecto de ley. Siguieron muchas protestas coloniales y, en un principio, Hutchinson estuvo de acuerdo con ellas. Sin embargo, no formó parte de la facción antiparlamentaria que se estaba formando y pronto entró en conflicto con ella. Fue una figura políticamente polarizadora que llegó a ser identificado por John Adams y Samuel Adams como partidario de los impopulares impuestos británicos, a pesar de su oposición inicial a las leyes fiscales parlamentarias dirigidas a las colonias.  
En los debates que llevaron a la aprobación de la Ley del Timbre de 1765, tanto Hutchinson como Bernard advirtieron discretamente a Londres que no siguiera adelante. La noticia de la aprobación de la ley impulsó a los opositores de la supremacía parlamentaria a un papel más importante en la política provincial. Hutchinson apoyó en privado las solicitudes para su derogación, pero su falta de voluntad para oponerse públicamente a la ley simplemente proporcionó más combustible para sus oponentes. La mansión de Hutchinson en Boston fue saqueada en 1765 durante las protestas contra la Ley del Timbre, dañando su colección de materiales sobre la historia de Massachusetts. 
Debido a la controversia sobre la Ley del Timbre, la facción radical llegó a controlar tanto la asamblea como el consejo del gobernador en 1766, y a Hutchinson se le negó un asiento en el consejo. En medio del furor creciente después de la aprobación de las leyes de Townshend de 1767, el gobernador Bernard solicitó y recibió tropas del Ejército británico para proteger a los funcionarios de la Corona. Hutchinson no tuvo éxito en sus intentos de distanciarse de la impopular administración de Bernard, y continuó siendo atacado en la asamblea y la prensa local. Bernard fue destituido y partió a Inglaterra el 1 de agosto de 1769, dejando a Hutchinson como gobernador interino.

### Gobernador
Como gobernador interino en 1770, visitó personalmente las secuelas de la Masacre de Boston, un evento después del cual ordenó la retirada de las tropas de ocupación británicas de Boston a Castle William. Tomó algunas medidas polémicas, como trasladar la capital a Cambridge o decidir que su salario lo pagase la Corona en vez de la asamblea de Massachusetts. En 1773 se publicaron cartas en las que pedía la reducción de los derechos coloniales, lo que intensificó aún más la oposición hacia él en la colonia. Con ocasión del Motín del Té, Hutchinson adoptó una línea dura y se negó a permitir que los barcos de té abandonaran el puerto, a pesar de las protestas de toda la ciudad para que el té se enviara de regreso a Inglaterra. Insistió en que se pagara el impuesto y se desembarcara el té. Sin embargo, los alborotadores arrojaron el producto al mar el 16 de diciembre de 1773. 
En mayo de 1774, el general Thomas Gage llegó a Boston para asumir el cargo de gobernador y aplicar las Leyes intolerables que el Parlamento había aprobado como castigo por el Tea Party. Hutchinson, creyendo que solo estaría fuera de Massachusetts temporalmente, zarpó hacia Inglaterra el 1 de junio de 1774. En su relación con el rey Jorge III y Lord North, intentó que los británicos suavizaran sus medidas con Massachusetts. Al estallar la guerra de la Independencia de los Estados Unidos en abril de 1775, su casa y propiedades personales fueron confiscadas. Publicó una refutación a la Declaración de Independencia, considerándola una serie de "tergiversaciones deliberadas", "agravios imaginarios" e "insultos brutales" como incitaciones a la rebelión. Además, concluyó que "si no se hubieran establecido impuestos ni obligaciones a las colonias, se habrían encontrado otros pretextos para desafiar la autoridad del Parlamento".

### Historiador
El 4 de julio de 1776, Hutchinson recibió un doctorado honorario en derecho por la Universidad de Oxford, pero quedó marginado del poder a medida que la continuación de la guerra tomó protagonismo. Sus enemigos en Massachusetts siguieron atacando su reputación, y su exilio hizo imposible refutar eficazmente las acusaciones que le formulaban. Amargado y desilusionado por su exilio forzado, y afligido por la pérdida de su hija Peggy en 1777, Hutchinson continuó trabajando en su historia de la colonia, que fue el fruto de muchas décadas de investigación. Sufrió un derrame cerebral y murió en Brompton, en el oeste de Londres, el 3 de junio de 1780, a los 68 años, y fue enterrado en Croydon Minster, en el sur de Londres.
Tenía un profundo interés en la historia colonial de los Estados Unidos, recopilando muchos documentos históricos. Hutchinson escribió una Historia de la provincia de la bahía de Massachusetts en tres volúmenes, cuyo último volumen, publicado póstumamente, cubrió su propio período en el cargo. El historiador Bernard Bailyn escribió sobre Hutchinson: "Si hubo una persona en Estados Unidos cuyas acciones podrían haber alterado el resultado [de las protestas y disputas que precedieron a la Guerra de la Independencia de los Estados Unidos], fue él". Los académicos utilizan la carrera de Hutchinson para representar el trágico destino de los muchos lealistas marginados por su apego al sistema imperial británico en un momento en que estaba surgiendo el estado-nación estadounidense. Ejemplificó las dificultades experimentadas por los lealistas, paralizados por su ideología y su doble lealtad a Estados Unidos y Gran Bretaña. Hutchinson sacrificó su amor por Massachusetts por su lealtad a Gran Bretaña, donde pasó sus últimos años en un exilio infeliz.